# Бечу (Вранча)
Бечу (рум. Beciu) насеље је у Румунији у округу Вранча у општини Вартешкоју. Oпштина се налази на надморској висини од 206 m.

## Становништво
Према подацима из 2002. године у насељу је живело 438 становника, од којих су сви румунске националности.